# Presque rien
Presque rien (tj. Skoro nic) je francouzsko-belgický hraný film z roku 2000, který režíroval Sébastien Lifshitz podle vlastního scénáře. Film ve dvou prolínajících se časových rovinách popisuje vývoj vztahu dvou mladíků.

## Děj
Osmnáctiletý Mathieu je s matkou a mladší sestrou Sarah na letní dovolené u moře ve městě Pornichet, po prázdninách má nastoupit na studium architektury. Jeho matka je v depresi po smrti svého nejmladšího dítěte. Mathieu potkává na pláži Cédrica, který zde má letní brigádu, a zamilují se do sebe. Tráví společně chvíle, kdy Cédric nepracuje. Jednoho večera má v baru Cédric konflikt se svým bývalým přítelem Pierrem. Mathieu se rozhodne neodjet s matkou a sestrou zpátky do Paříže, ale bydlet společně se Cédricem v Nantes a studium začít na tamní univerzitě.
Po roce a půl se po rozchodu se Cédricem Mathieu pokusí o sebevraždu. V nemocnici mu psychiatrička poradí zajet do Pornichetu a vést si deník o svých pocitech. Mathieu bydlí v letním domě svých rodičů, odmítá komunikovat se Cédricem, který za ním přijel a vzpomíná na loňské léto. Najde si zde práci v baru a potká se s Pierrem, který jeho pocitům rozumí.

## Obsazení
| Stéphane Rideau   | Cédric           |
| Jérémie Elkaïm    | Mathieu          |
| Dominique Reymond | Mathieuova matka |
| Marie Matheron    | Annick           |
| Laetitia Legrix   | Sarah            |
| Nils Ohlund       | Pierre           |